# Colibrí cuagrís
El colibrí cuagrís (Lampornis cinereicauda) és una espècie d'ocell de la família dels troquílids (Trochilidae) que habita la selva humida, clars, bosc obert i vegetació secundària del sud de Costa Rica.